# Le Samyn
Le Samyn – kolarski wyścig jednodniowy, rozgrywany w Belgii w prowincji Hainaut od 1968. Zaliczany jest do cyklu UCI Europe Tour, w którym posiada kategorię 1.1.
Pierwsza edycja imprezy odbyła się w 1968. Od 2000 znajduje się w kalendarzu UCI, od 2006 jest częścią cyklu UCI Europe Tour.
Rozgrywany jest również kobiecy wyścig o tej samej nazwie.

## Zwycięzcy
Opracowano na podstawie:
| Rok  | Pierwsze                 | Drugie                  | Trzecie                 |
| ---- | ------------------------ | ----------------------- | ----------------------- |
| 1968 | José Samyn               | Bernard Guyot           | Victor Van Schil        |
| 1969 | Herman Vrijders          | Roger Kindt             | Freddy Decloedt         |
| 1970 | Ronny Van De Vijver      | Jacques Zwaenepoel      | André Dierickx          |
| 1971 | Julien Van Lint          | Etienne Sonck           | Ronny Van De Vijver     |
| 1972 | Marc Demeyer             | Gérard Hendrickx        | Willy Van Neste         |
| 1973 | Louis Verreydt           | Christian De Buysschere | Eric Wijckaert          |
| 1974 | André Dierickx           | Ferdinand Bracke        | Gustaaf Van Roosbroeck  |
| 1975 | Alain Santy              | Ronald De Witte         | Eric Leman              |
| 1976 | Dirk Baert               | Jacques Martin          | Ferdi Van Den Haute     |
| 1977 | Michel Périn             | Rudy Pevenage           | Frans Van Vlierberghe   |
| 1978 | Herman Van Springel      | Frank Hoste             | Marc Demeyer            |
| 1979 | Jos Schipper             | Roger Vershaeve         | Ferdi Van Den Haute     |
| 1980 | Gery Verlinden           | Michel Pollentier       | José De Cauwer          |
| 1981 | Pol Verschuere           | Adrie van der Poel      | Patrick Versluys        |
| 1982 | Jos Jacobs               | Daniel Willems          | Pol Verschuere          |
| 1983 | Jacques van Meer         | Luc Colijn              | Ludo De Keulenaer       |
| 1984 | Daniel Rossel            | Ludwig Wijnants         | Alain De Roo            |
| 1985 | Ronny Van Holen          | Paul Haghedooren        | Luc Meersman            |
| 1986 | Patrick Onnockx          | Marc Sergeant           | William Tackaert        |
| 1987 | Claude Criquielion       | Patrick Onnockx         | Edwig Van Hooydonck     |
| 1989 | Hendrik Redant           | Jean-Marie Wampers      | Jerry Cooman            |
| 1990 | Hendrik Redant           | Frank Pirard            | Peter Pieters           |
| 1991 | Johnny Dauwe             | Eric Vanderaerden       | Hendrik Redant          |
| 1992 | Johan Capiot             | Eric Vanderaerden       | Jean-Pierre Heynderickx |
| 1993 | Wilfried Nelissen        | Johan Museeuw           | Johan Capiot            |
| 1994 | Johan Capiot             | Peter De Clercq         | Ludo Dierckxsens        |
| 1995 | Johan Capiot             | Johan Verstrepen        | Nico Mattan             |
| 1996 | Hans De Meester          | Stéphane Hennebert      | Ludo Dierckxsens        |
| 1997 | Michel Vanhaecke         | Jo Planckaert           | Kris Gerits             |
| 1998 | Ludovic Auger            | Mario Aerts             | Tom Desmet              |
| 1999 | Thierry Marichal         | Erwin Thijs             | John Talen              |
| 2000 | Frank Høj                | Roger Hammond           | Jan Boven               |
| 2001 | Kris Gerits              | Peter Farazijn          | Bert Hiemstra           |
| 2002 | Magnus Bäckstedt         | Stijn Devolder          | Gordon McCauley         |
| 2003 | Stefan van Dijk          | Gert Vanderaerden       | Jeroen Blijlevens       |
| 2004 | Robbie McEwen            | Ludovic Capelle         | Jans Koerts             |
| 2006 | Renaud Dion              | Philippe Gilbert        | Matti Breschel          |
| 2007 | Jimmy Casper             | Philippe Gilbert        | Bastiaan Giling         |
| 2008 | Philippe Gilbert         | Kevyn Ista              | Aleksejs Saramotins     |
| 2009 | Wouter Weylandt          | Rémi Cusin              | Björn Leukemans         |
| 2010 | Jens Keukeleire          | Gregory Joseph          | Cédric Pineau           |
| 2011 | Dominic Klemme           | Kevyn Ista              | Robert Wagner           |
| 2012 | Arnaud Démare            | Kris Boeckmans          | Adrien Petit            |
| 2013 | Aleksiej Catiewicz       | Kris Boeckmans          | Adrien Petit            |
| 2014 | Maxime Vantomme          | Aleksiej Catiewicz      | Nacer Bouhanni          |
| 2015 | Kris Boeckmans           | Gianni Meersman         | Christophe Laporte      |
| 2016 | Niki Terpstra            | Scott Thwaites          | Florian Sénéchal        |
| 2017 | Guillaume Van Keirsbulck | Alex Kirsch             | Iljo Keisse             |
| 2018 | Niki Terpstra            | Philippe Gilbert        | Damien Gaudin           |
| 2019 | Florian Sénéchal         | Aimé De Gendt           | Niki Terpstra           |
| 2020 | Hugo Hofstetter          | Aimé De Gendt           | David Dekker            |
| 2021 | Tim Merlier              | Rasmus Tiller           | Andrea Pasqualon        |
| 2022 | Matteo Trentin           | Hugo Hofstetter         | Dries De Bondt          |
| 2023 | Milan Menten             | Hugo Hofstetter         | Edward Theuns           |
| 2024 | Laurenz Rex              | António Morgado         | Jenthe Biermans         |
| 2025 | Mathieu van der Poel     | Paul Magnier            | Émilien Jeannière       |